# Gołąbki (powiat żniński)
Gołąbki – osada leśna w województwie kujawsko-pomorskim, w powiecie żnińskim, w gminie Rogowo. Miejscowość wchodzi w skład sołectwa Cegielnia. W pobliżu osady znajduje się jezioro Przedwieśnia.
W latach 1975–1998 miejscowość administracyjnie należała do województwa bydgoskiego.